# Cantó de Le Robert-2
El cantó de Le Robert-2 és una divisió administrativa francesa situat al departament de Martinica a la regió de Martinica.

## Composició
El cantó comprèn la fracció Nord de la comuna de Le Robert.

## Administració
| Període                                  | Identitat           | Partit        | Qualitat |
| ---------------------------------------- | ------------------- | ------------- | -------- |
| 2004-2014                                | Belfort Paul Birota | Divers gauche |          |
| Les dades anteriors no són pas conegudes |                     |               |          |